# Марк Антоній Кретік
Марк Антоній Кретік (лат. Marcus Antonius Creticus; помер у 71 році до н. е.) — давньоримський політичний діяч і воєначальник з плебейського роду Антоніїв, претор 74 роки до н. е. Під час претури отримав надзвичайні повноваження для війни з піратами по всьому Середземному морю. Про цю війну майже нічого не відомо; на підставі мізерних повідомлень джерел багато дослідників припускають, що Антоній зазнав поразки на острові Крит, а агномен «Критський» отримав в насмішку, але є й думка, що бойові дії були радше вдалими. У будь-якому випадку Антоній уклав з критянами мирний договір (його умови невідомі) і помер до повернення в Рим.
Одним із синів Марка Антонія був член Другого тріумвірату того ж імені.

## Життєпис

### Походження
Марк Антоній належав до старовинного плебейського роду, який згідно з джерелами часів Пізньої республіки зводив свій родовід до Антона, одного з синів Геракла. Тіт Лівій згадує належних до цього роду децемвіра (450—449 роки до н. е.), військового трибуна з консульською владою (422 рік) та начальника кінноти при диктаторі (334—333 роки). При цьому до I століття до н. е. серед Антоніїв не було жодного консула, і їхнє становище у складі римського нобілітету характеризується в історіографії як «незавидне». Марк Антоній Оратор — батько Марка Антонія Кретіка — зміг зробити кар'єру завдяки своїм здібностям (зокрема, красномовства) і, згідно з однією з гіпотез, завдяки підтримці Гая Марія. У 99 році до н. е. він був консулом, в 97 році — цензором, а в 102—100 роках воював на Сході з піратами, як згодом і його син.
У Марка-молодшого був брат Гай, який отримав від сучасників прізвисько Гібрида.

### Ранні роки та початок кар'єри
Про життя Марка Антонія до претури нічого не відомо, включаючи дату народження та обставини, при яких Марк подолав перші щаблі cursus honorum. Його батько у 87 році до н. е. став жертвою маріанського терору, а брат разом з ворогом Гая Марія Луцієм Корнелієм Суллою виїхав з Італії на Балкани, на війну з Мітрідатом. Існує припущення, що після загибелі батька Марк-молодший, теж опинився в небезпеці та втік до Греції, де приєднався до сулланців. Противники цієї гіпотези звертають увагу на те, що Марк не згадується у зв'язку з Першою Мітрідатовою війною і що його старший син народився в 83 році до н. е., причому, мабуть, у Римі (а Сулла увійшов у це місто тільки у 82 році до н. е.).
Перші згадки про Марка Антонія у дійшовших до нас джерелах відносяться до 74 році до н. е., коли він обіймав посаду претора та отримав надзвичайні повноваження для боротьби зі середземноморськими піратами. Псевдо-Асконій пише, що Марк «отримав з нагоди в сенаті необмежене піклування завдяки консулу Котті та за допомогою кліки Цетега»; таким чином, результат справи був визначений не народним голосуванням, а постановою сенату, прийнятою завдяки окремим доброзичливцям претора. Консул 74 роки Марк Аврелій Котта був віддаленим свояком Антонія, а Публій Корнелій Цетег очолював сильне сенатське угруповання, від якого залежало прийняття багатьох рішень. Чому Цетег допоміг Антонію, невідомо.
Марку дісталися дуже широкі повноваження. Гай Веллей Патеркул пише про «поширення влади однієї людини на майже весь світ», Марк Тулій Цицерон — про необмежену владу, Гай Саллюстій називає Марка «куратором узбережжя, на яке поширювалася римська влада». Дослідники вважають слова Цицерона риторичним перебільшенням, надаючи більшого значення свідченням Веллея Патеркула: останній вважає імперій Антонія таким же, як імперій, отриманий сімома роками пізніше Гнеєм Помпеєм Великим. Відомо, що Помпей отримав проконсульські повноваження на всьому узбережжі Середземного моря і на відстань до 50 миль від берега. Французький дослідник Поль-Франсуа Фукар припустив, що Антоній міг на свій розсуд призначати легатів, але інші вчені заперечують цю гіпотезу.
Згідно Веллею Патеркулу, надання таких широких повноважень Антонію в Римі сприйняли байдуже через його пересічність новоявленого проконсула: «адже рідко заздрять славі тих, чиєї могутності не бояться».

### Війна з піратами та смерть
Проблема піратства на Середземному морі до 74 році до н. е. стала дуже гострою. Військові операції на окремих ділянках узбережжя (зокрема, в Кілікії) не приносили необхідного ефекту, з-за чого і був призначений єдиний командувач з широкими повноваженнями. Про діяльність у цій якості Марка Антонія відомо дуже мало: неясно, чи був у нього план дій і чи мав він необхідні для ведення війни матеріальні ресурси. Імовірно останніх не вистачало, з-за чого проконсул був змушений вдаватися до реквізицій.
На першому етапі (74-73 роки до н. е.) Антоній діяв у західній частині Середземномор'я, головним чином на узбережжі Лігурії та Сицилії, щоб забезпечити постачання Риму хлібом. Джерела розповідають про низку злочинних діянь проконсула. Зокрема, в Сицилії він замінив для місцевих жителів обов'язкові хлібні поставки їх грошовим еквівалентом, причому призначив явно завищену ціну; в Лілібеї один з префектів Антонія спробував реквізувати рабів місцевої жительки, щоб зарахувати їх у флот, хоча формально раби разом з їх господинею вважалися власністю Венери Ерицинської.
У збережених джерелах (у фрагментах «Історії» Саллюстія) згадуються лише два військових епізода, що належать до цього етапу війни. Антоній воював на суші та на морі з лігурами, причому зміг відбити їх атаки з великими труднощами; проте незабаром лігури відступили в Альпи. Після цього проконсул скликав раду, на якій було вирішено плисти в Іспанію, на війну проти Квінта Серторія. Надалі його флот і армія опинилися в землях якихось аресинаріїв, Антоній зміг форсувати річку Ділун завдяки застосованій ним військової хитрості, але зайняти раптовим ударом сусіднє місто (назва невідома) йому не вдалося. Історик А. Шультен припустив, що аресінарії Саллюстія — це іберійське плем'я ереносіїв, що жили між річкою Ібер і Піренеями, а місто відповідно Емпоріон; згідно з гіпотезою П. Фукара, ці події відбувалися на одному з Балеарських островів.

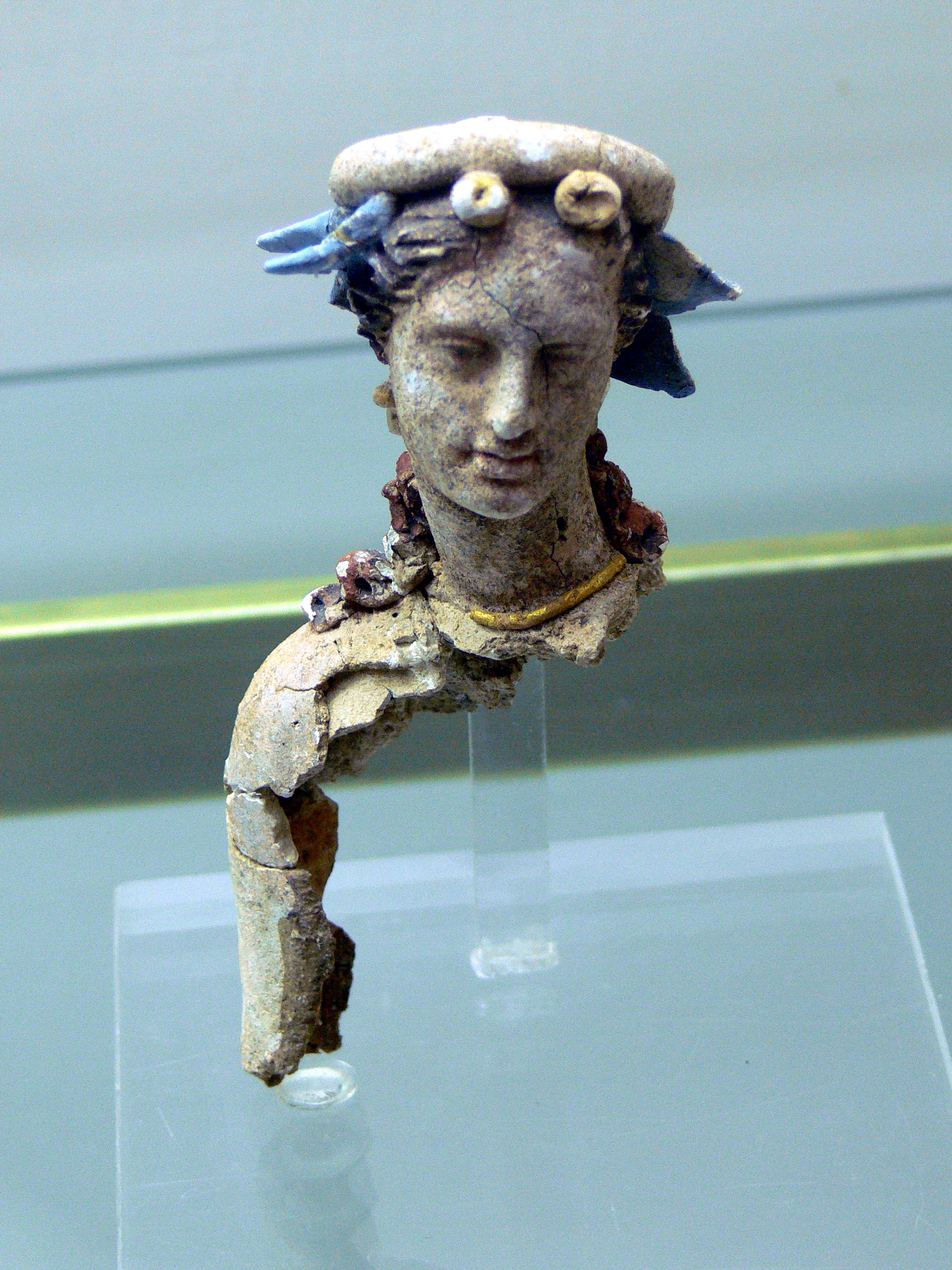
Голова жінки з Кідонії. Археологічний музей міста Ханья

Думки істориків про підсумки військових дій на Заході розходяться. Вчені пишуть про «деякі успіхи» або про відсутність якого-небудь позитивного результату; є і протилежна думка, згідно з якою Антоній виконав завдання, що стояли перед ним в цьому регіоні. У будь-якому випадку в 72 році до н. е. проконсул переніс свої дії в східну частину Середземного моря. Збереглися дві написи, що належать до часу його перебування в Греції. Одна з них була створена в Епідаврі, що в Арголіді, в честь місцевого жителя, який добився для свого міста послаблення повинностей; друга — декрет з Гітіона (порту в Лаконіці), яким місто вшанувало братів Клоаціїв, що забезпечили йому захист і кредит. З цих даних учені роблять висновок, що Марк Антоній постарався викачати з Греції людські та матеріальні ресурси для продовження війни.
Бойові дії розгорнулися в районі острова Крит. У літературних джерелах збереглися лише два повідомлення про ці події, причому обидва характеризують Антонія вкрай негативно. Луцій Анней Флор пише: «Марк Антоній… був так упевнений у перемозі, що віз на кораблях більше кайданів для полонених, ніж зброї. І поплатився за свою необачність, бо ворог перехопив багато кораблів. Критяни прив'язали тіла бранців до вітрил і якірних канатів і на манір тріумфаторів повним ходом повернулися у свої гавані». Епітоматор Тіта Лівія обмежується сухою констатацією: «Претор Марк Антоній завершив своєю смертю війну проти критян, яку почав не особливо безнапасно».
З цих даних більшість дослідників робить висновок, що Антоній зазнав поразки від критян. Е. Клебс називає це поразка ганебним, а Ст. Друман пише, що Марк втратив більшу частину флоту, після чого помер «від сорому та горя». На думку П. Фукара, проконсул потрапив у полон і там підписав принизливий для Риму світ з крітяни. М. Гаспаров перевів відповідне повідомлення эпитоматора Лівія на російську мову словами «претор Марк Антоній вів без всякого успіху війну з крітяни і врешті-решт загинув», наголошуючи таким чином на тому, що бойові дії мали в цілому невдалими і що проконсул став однією з жертв війни. У такому контексті агномен «Критський» (Creticus), отриманий Марком незадовго до смерті, дослідники вважають своєрідною насмішкою або спробою приховати поразку.
Існує й альтернативна версія, прихильники якої звертають увагу на крайню лапідарність і невизначеність свідчень джерел. У тексті Флора вони бачать тенденційне повідомлення про невдачу частини флоту Антонія (причому немає підстав стверджувати, що цієї ескадрою командував сам проконсул), а в періосі 97-ї книги Лівія — вказівка на те, що «не особливо благополучним» виявився лише початок війни; надалі ж Марк міг здобути перемогу та укласти вигідний для Риму мир. Згідно з однією з версій, він висадив на Криті армію, але під час цієї операції в полон до ворога потрапив квестор. Щоб врятувати йому життя, Марк уклав мир, за що й отримав почесне прізвисько «Критський» — подібно до того, як прозвали «Кавдинським» Спурія Постумія Альбіна, який в 321 році до н. е. уклав мир з самнітами в Кавдинській ущелині.
У будь-якому випадку Марк Антоній помер до свого повернення до Риму — на Криті або поблизу його берегів (71 рік до н. е.). Про причини смерті нічого не відомо.

## Родина
Завдяки одній згадці в джерелах відомо, що Марк Антоній був одружений першим шлюбом на якійсь Нуміторії з Фрегелл. Пізніше він одружився з патриціанкою Юлією, дочкою консула 90 року до н. е. Луція Юлія Цезаря. По матері вона була онукою Марка Фульвія Флакка, союзника Гая Семпронія Гракха, а по батькові — родичкою майбутнього диктатора Гая Юлія Цезаря. За словами Плутарха, ця матрона «шляхетністю натури, так само як і цнотливістю, могла посперечатися з будь-якою зі своїх сучасниць». У цьому шлюбі народилися троє синів: Марк (майбутній тріумвір; 83-30 роки до н. е.), Гай (81-42) і Луцій (80—після 40). Крім того, у Марка Антонія була дочка (невідомо, від якого шлюбу), дружина Публія Ватінія.
Після ранньої смерті чоловіка Юлія вийшла заміж вдруге, за Публія Корнелія Лентула Суру.

## Оцінки особистості й діяльності
Марк Тулій Цицерон і Гай Саллюстій Крісп створили у своїх творах негативний образ Марка Антонія. Для них це бездарний і занадто впевнений у собі воєначальник, який грабував союзників і підданих Риму. Цицерон згадує про Марка у своїх промовах проти Верреса, проводячи паралелі між цими двома політиками та відповідно вдаючись до риторичних перебільшень. Зокрема, він звертається до підсудного з такими словами: «…Ти вибрав для наслідування одного Марка Антонія, а з усіх дій Антонія тільки саме мерзенне! […] Що ж стосується Антонія, то він багато поганого зробив, мав намір зробити багато шкоди і союзникам і продуктивності провінцій, але смерть застала його серед його несправедливостей і грабежів».

Більшість дослідників з такими оцінками згідні. Водночас деякі історики наполягають на тому, що образ Марка виявився спотворений: насправді це могла бути людина, пересічна, але без настільки яскраво виражених негативних рис, а війну з піратами він міг вести досить успішно. Про позитивні риси Антонія Критського повідомляє тільки один античний автор, Плутарх, за даними якого Марк був «не дуже видний і мало чим прославився на державному терені, але великодушний, чесний і щедрий».

…Він володів вельми скромними статками й тому не давав волі своїй доброті — за цим пильно стежила його дружина. І ось одного разу приходить до нього приятель просити грошей, грошей в Антонія немає, і він велить рабу принести води в срібному гуртку, змочує підборіддя, немов збираючись голитися, а потім, ще під якимось приводом виславши раба з кімнати, віддає кухоль товаришу, щоб той розпорядився ним, як захоче. Слуги кинулися пропажі, почалися пошуки, і, бачачи, що дружина у нестямі від гніву і хоче катувати всіх рабів поспіль, Антоній у всьому зізнався і просив вибачення.
— Плутарх. Марк Антоній, 1.
Втім, П. Фукар вважав, що описана Плутархом великодушність — це скоріше «слабкість і марнотратство».